# Cadena de la costa Oeste
La cadena de la costa Oeste es una cordillera situada en la región de la costa Oeste de Tasmania, Australia.
Se encuentra al oeste y al norte del Parque Nacional Franklin-Gordon Wild Rivers.
En esta cordillera ha habido bastantes minas. Hay una serie de cadenas adyacentes al Este: Engineer Range, Raglan Range, Eldon Range, y Sticht Range, pero en la mayoría de los casos tienen una alineación oeste-este, mientras que la cordillera de la costa Oeste se extiende en dirección norte-sur, siguiendo el arco volcánico de Mount Read.
En la cordillera se dan múltiples usos de la tierra, como la zona de captación de las represas de Hydro Tasmania, minas, vías de transporte y lugares históricos. De las comunidades que han existido históricamenete en la cadena, los Gormanston es probablemente la última que queda.

## Características geográficas
Las características geográficas están determinadas por una serie de factores: la dirección sur de la glaciación en el valle de Río King y alrededor de los Tyndalls, así como también la orientación general norte-sur de la cordillera.

### Montañas
Las siguientes montañas se encuentran en la cordillera de la costa Oeste, incluidas las subcordilleras sin un pico principal y que incluyen picos secundarios.
| - Monte Murchison - Monte Geikie (Los Tyndall) - Monte Tyndall (Los Tyndall) - Monte Jukes - Monte Sedgwick - Monte Owen - Monte Sorell - Monte Dundas | - Proprietary Peak - Pyramid Peak - Cadena Sticht (unnamed cumbre) - Pico Jukes del Oeste - Monte Darwin - Pico Jukes del Sur - Monte Hamilton - Monte Negro | - Pico Victoria - Monte Huxley - Monte Lyell - Monte Strahan - Monte Julia - Pico Darwin del Sur - Monte Selina - Monte Farrell |

### Colinas menos elevadas
- Cráter Darwin —un cráter de impacto de meteorito probable asociado con el vidrio de Darwin—
- Colina Gooseneck
- Morrena glacial Henty
- Farallón de mármol —adyacente a la confluencia de los ríos Eldon y Eldon del Sur y el extremo norte del lago Burbury—
- Meseta Teepookana[4]
- Montes Thureau —adyacentes a las laderas orientales del Monte Owen y el Monte Huxley—[5]
- Pico Walford —adyacente al lago Dora—

### Ríos
- Río Anthony en la parte del norte de la cordillera
- Río Bird en el extremo sur de la cadena
- Río Eldon en el lado oriental de la cadena
- Río Governor en el lado oriental
- Río Henty en el lado occidental
- Río King que empieza en la cadena Eldon y pasa entre el Monte Huxley y el Monte Jukes, represado por Hydro Tasmania
- Río Mackintosh
- Río Murchison
- Río Pieman
- El río Queen atraviesa Queenstown, luego se une con el río King al oeste del monte Huxley
- Río Sofíia
- Río Eldon del Sur
- Río Tofft que discurre entre las colinas de Thureau, el Monte Owen y el Monte Huxley
- El río Yolande, entre el lago Margaret y el río Henty

### Lagos
- Lago de la cuenca —en el lado occidental de la cadena—
- Lago Adam —un lago tributario del lago Margaret —
- Lago Barnabas
- Lago Beatrice —en el borde oriental del Monte Sedgwick—
- Lago Burbury —creado por la represa del Río Rey—
- Lago Dora
- Lago Dorothy
- Lago Huntley —en el lado oriental del Monte Tyndall—
- Lago Julia —en la zona de la cadena conocida como los 'Tyndalls'—
- Lago Mackintosh —creado por la represa del río Mackintosh—
- Lago Magdala —un lago tributario del lago Margaret—
- Lago Martha —lago tributario del lago Margaret—
- Lago Mary, Tasmania —un lago tributario del lago Margaret—
- Lago Margaret —en el lado norte del monte Sedgwick—
- Lago Mónica —lago tributario del lago Margaret—
- Lago Murchison —creado por la represa del río Murchison—
- Lago Myra —lago tributario del lago Margaret—
- Lago Paul —lago tributario del lago Margaret—
- Lago Peter —lago tributario del lago Margaret—
- Lago Philip —lago tributario del lago Margaret—
- Lago Plimsoll
- Lago Policarpo —lago tributario del lago Margaret—
- Lago Rolleston —entre la cadena Tyndall y la cadena Sticht—
- Lago Selina —al oeste del lago Plimsoll—
- Lago Spicer —al oeste del pico Eldon—
- Lago Tyndall —al sur del monte Tyndall—
- Lago Westwood —próximo al monte Julia—

### Reservas
- Reserva regional monte Farrell
- Reserva regional monte Murchison
- Reserva regional Tyndall
- Área de conservación del lago Beatrice
- Área de conservación del Río Princess
- Área de conservación de Crotty
- Reserva regional del Área de la costa Oeste (Valle del Río Clark)

## Vegetación
Las laderas del Monte Owen, del Monte Lyell y del Monte Sedgwick están cubiertas de troncos de árboles quemados por incendios forestales y muertos por los humos de las fundiciones existentes a principios del siglo XX. La devastación de los bosques cercanos a las minas en Queenstown fue muy importante ya en la década de 1890 y continuó hasta finales del siglo XX.
Se han encontrado algunos pinos de Huon en las laderas del monte Read que tienen una edad considerable.
Debido al fuego, la minería y otras actividades humanas, las zonas de vegetación a lo largo de la costa oeste se pueden considerar principalmente como modificadas, y pocas zonas de vegetación podrían considerarse sin cambios desde la presencia europea.
El lado oriental de la cordillera se encuentra en el límite occidental del Parque Nacional Franklin-Gordon Wild Rivers, y allí los bosques están en mejores condiciones.
Existen zonas de conservación forestal a lo largo de su longitud según el Acuerdo Forestal Regional (AFR).

## Clima
En un invierno promedio, la «línea de nieve» está alrededor de los 1000 metros, y la mayoría de las montañas tienen nieve. Los registros de precipitaciones del lago Margaret han sido similares a los de Tully en Queensland. Las precipitaciones van de 2800 a 3000 mm por año.
El clima predominante se debe a la ubicación de la cordillera. Está desprotegida frente al Océano Antártico o al clima antártico, y abierta a los rugientes Cuarentas, por lo que el clima extremo es un suceso regular en la costa Oeste. La boya de Cape Sorell Waverider ha dado indicaciones del comportamiento de los oleajes oceánicos, que pueden relacionarse con las condiciones climáticas.